# Schloss Hohenbuchau

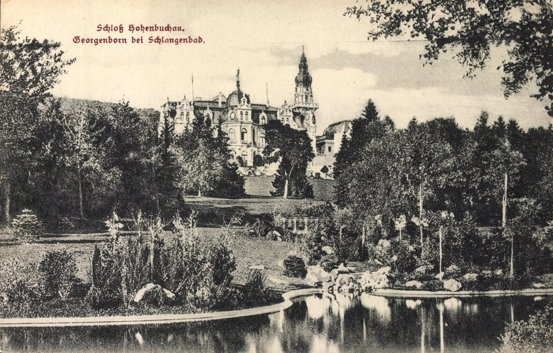
Das „Schloss“ 1903 auf einer Postkarte

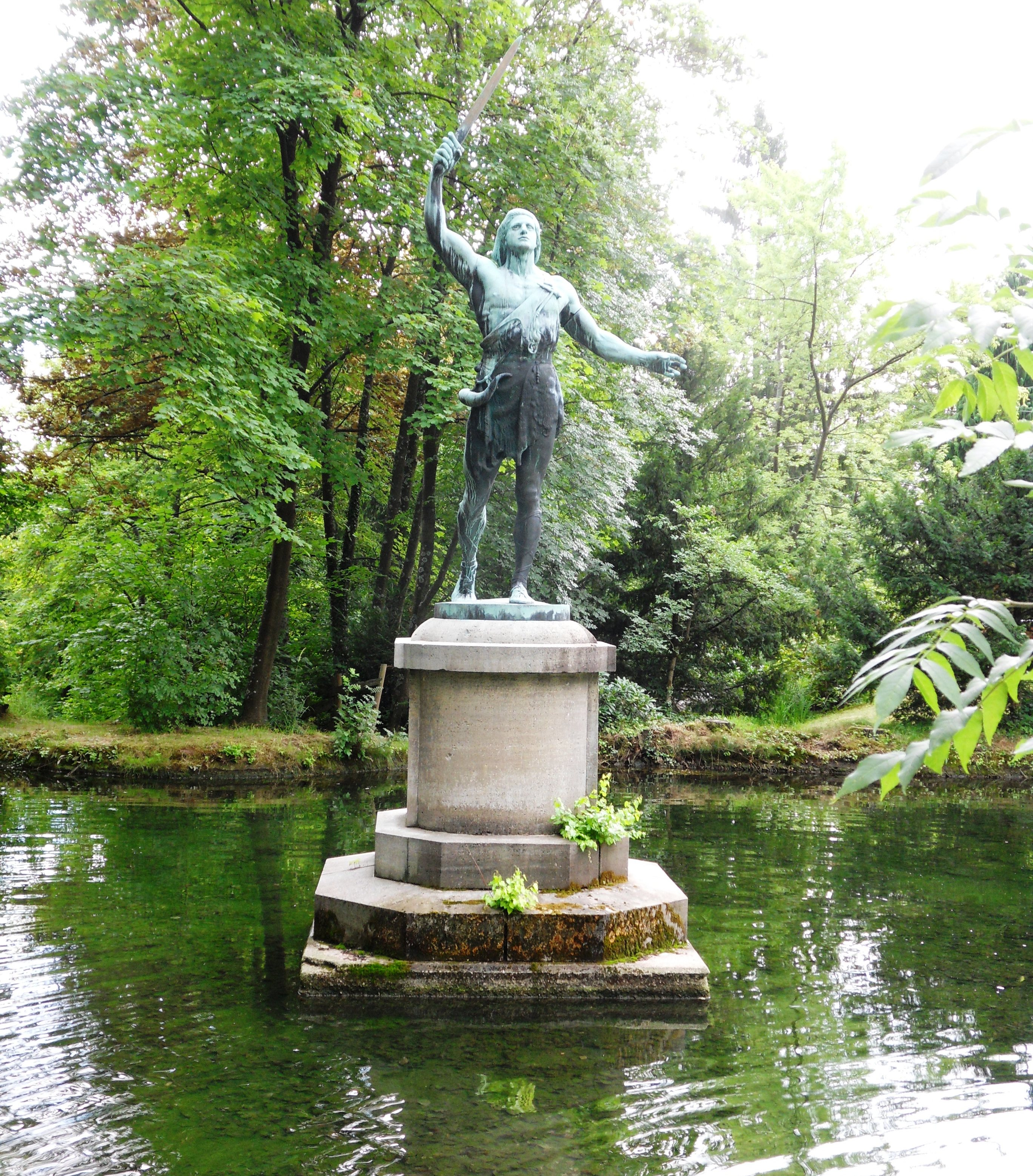
Siegfried-Denkmal im Weiher des Schlosses

Schloss Hohenbuchau war ein ab 1895 errichtetes schlossähnliches Herrenhaus in einer Parkanlage, das an die Stelle eines 1869 dort gebauten Landsitzes trat. Es lag in Georgenborn (Gemeinde Schlangenbad im Rheingau-Taunus-Kreis in Hessen) und wurde 1963 für Neubauten abgerissen. Erhalten geblieben sind Nebengebäude und die Parkanlage.

## Der erste Landsitz
1863 erwarb der preußische Rittmeister Constantin von Zachau ein 50 Morgen (etwa 125.000 m²) großes Landstück in Georgenborn und begann, einen Landsitz zu erbauen. Dieser wurde 1872 fertiggestellt. Wegen Spielschulden musste Zachau das Anwesen 1879 schon wieder verkaufen.
Es gelangte in den Besitz des Fabrikanten Ferdinand Krauskopf. Krauskopf hatte zunächst als Handlungsreisender seinen Lebensunterhalt verdient, dann in Deutschland nach dem in Amerika von Charles Goodyear entwickelten und patentierten Verfahren Gummistiefel und andere Gummiwaren produziert und anschließend aufgrund von Strafzöllen in das russische Absatzgebiet, die Fabrik nun in amerikanischem, deutschen und russischen Besitz, nach St. Petersburg verlegt.
Bald nach dem Kauf der Landsitzes verstarb Krauskopf. Sein Sohn, der russische Staatsbürger Baron Ferdinand von Krauskopf, der erst kurz zuvor in den Adelsstand erhoben wurde, erbte auch den Besitz in Georgenborn.
Bis zum Ersten Weltkrieg war die Russian American India-Rubber Co. die bedeutendste Gummischuhfabrik der Welt, sie produzierte täglich 150.000 Paar Gummischuhe, daneben auch Autoreifen.

## Bau des Schlosses

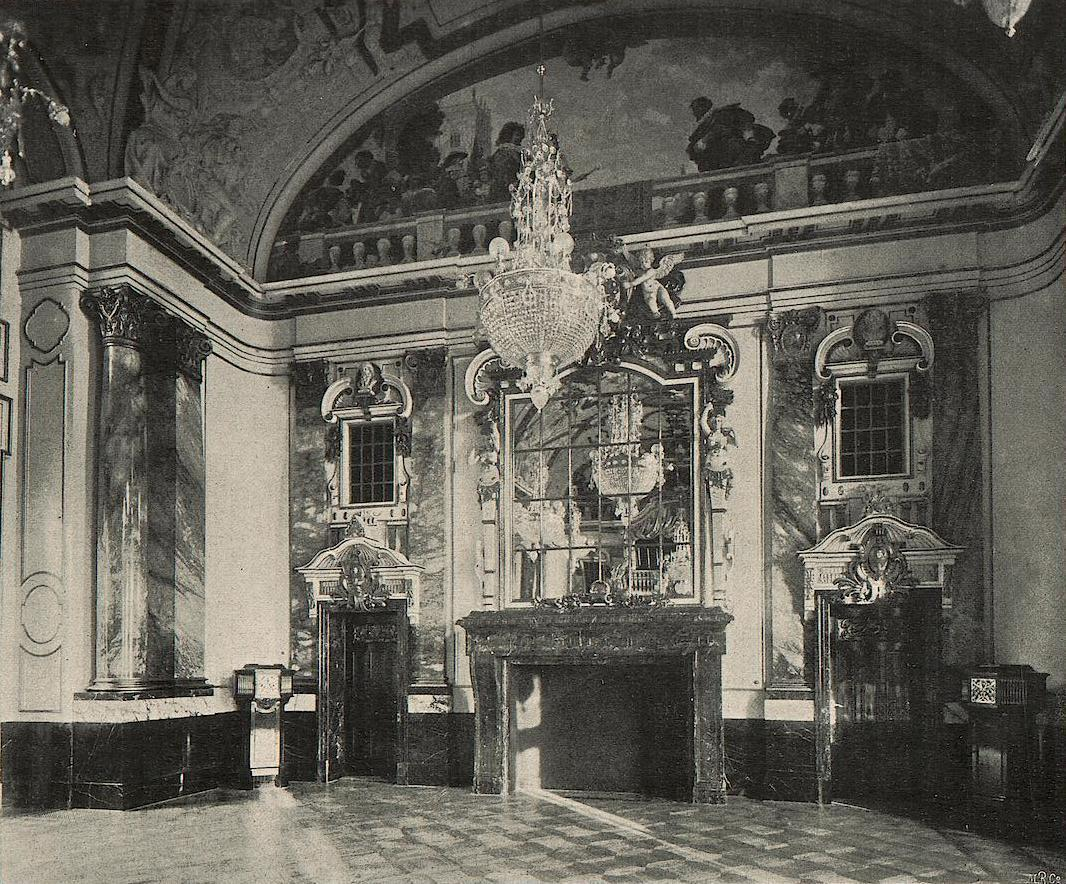
Festsaal mit Wandmalerei von Max Koch

Das Landhaus wurde abgerissen, ab 1895 entstand an seiner Stelle ein „Schloss Hohenbuchau“ genanntes Gebäude in einer weitläufigen Parkanlage mit Weiher, chinesischem Teehaus und griechischem Tempel „als Traum eines Mannes, der mit 120 Millionen Goldmark unermesslich reich war“. Die Pläne hatte der Wiesbadener Architekt Alfred Schellenberg gefertigt.
Durch die Folgen des Ersten Weltkrieges sowie die Enteignung in der Sowjetunion verlor von Krauskopf sein Vermögen und verkaufte „Hohenbuchau“ an seinen russischen Landsmann Salomon Soskin, der jedoch wenig Zeit im Schloss verbrachte. Auch dessen Frau Katharina Soskin, der er es zum Geschenk machte, weilte lieber in Paris.

## Niedergang und Ende
Während der Zeit des Nationalsozialismus wurde das Schloss als Feindbesitz beschlagnahmt. Es diente als Unterkunft für den Reichsarbeitsdienst, als Schule für Lokführer der Reichsbahn, für die Waffen-SS und die Gestapo.
Nach dem Zweiten Weltkrieg erhielt Katharina Soskin zwar ihren Besitz zurück, doch investierte sie kein Geld mehr. Das Schloss verfiel, der Park verwilderte. Am 28. Dezember 1947 kam es zu einem Großbrand im Schloss. Von 1947 bis 1952 wurde es von den aus Schlesien umgesiedelten „Grauen Schwestern“ als Kloster genutzt.
1953 diente es Victor Vicas als Kulisse für seinen Film Weg ohne Umkehr.

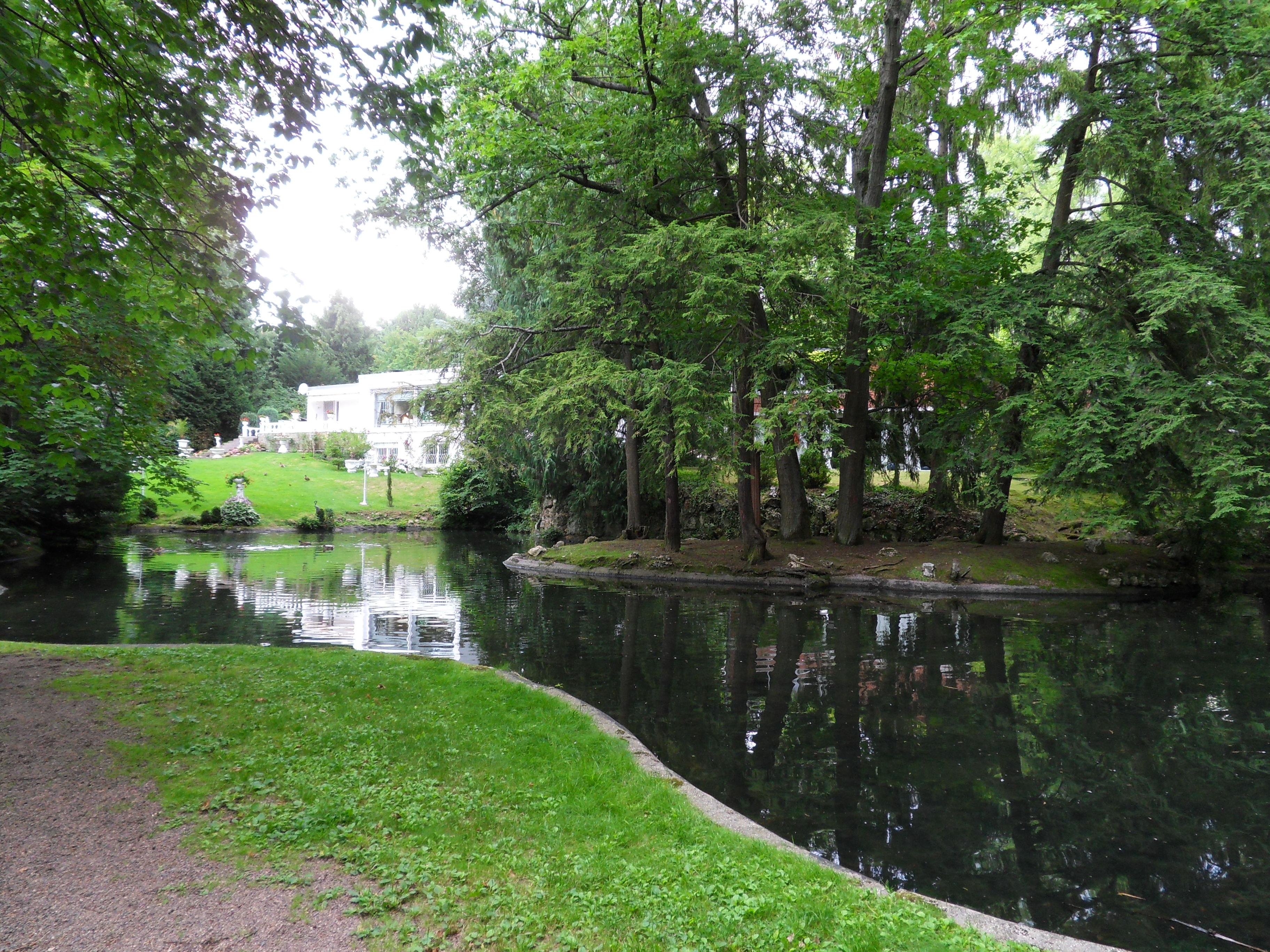
Weiher mit modernen Neubauten im Park

Als Katharina Soskin das Anwesen 1961 an die GeWoBau verkaufte, war das Ende des Schlosses gekommen. Der Architekt Richard Neutra wurde beauftragt, ein modernes Wohnviertel zu entwerfen, hierzu wurde 1963 das „Schloss“ abgerissen.
Neben der Umfassungsmauer mit dem chinesischen Pavillon sind heutzutage noch zwei Teiche, die Schlosstreppe, das Gästehaus (Schweizer Haus), eines der Pförtnerhäuser, die Schlossremise sowie zahlreiche Details (Mauern, Mammutbäume) zu sehen.

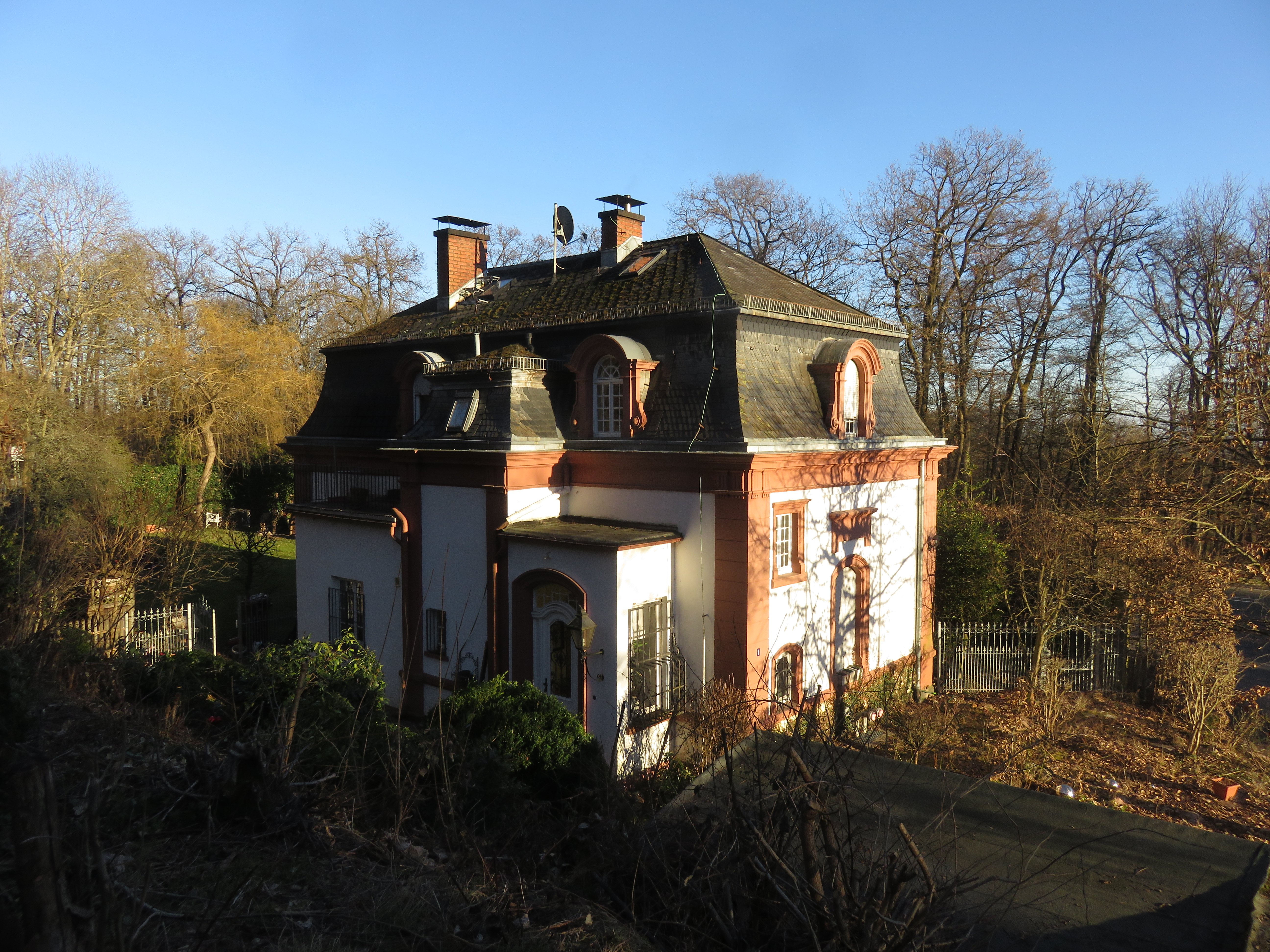
Pförtnerhaus
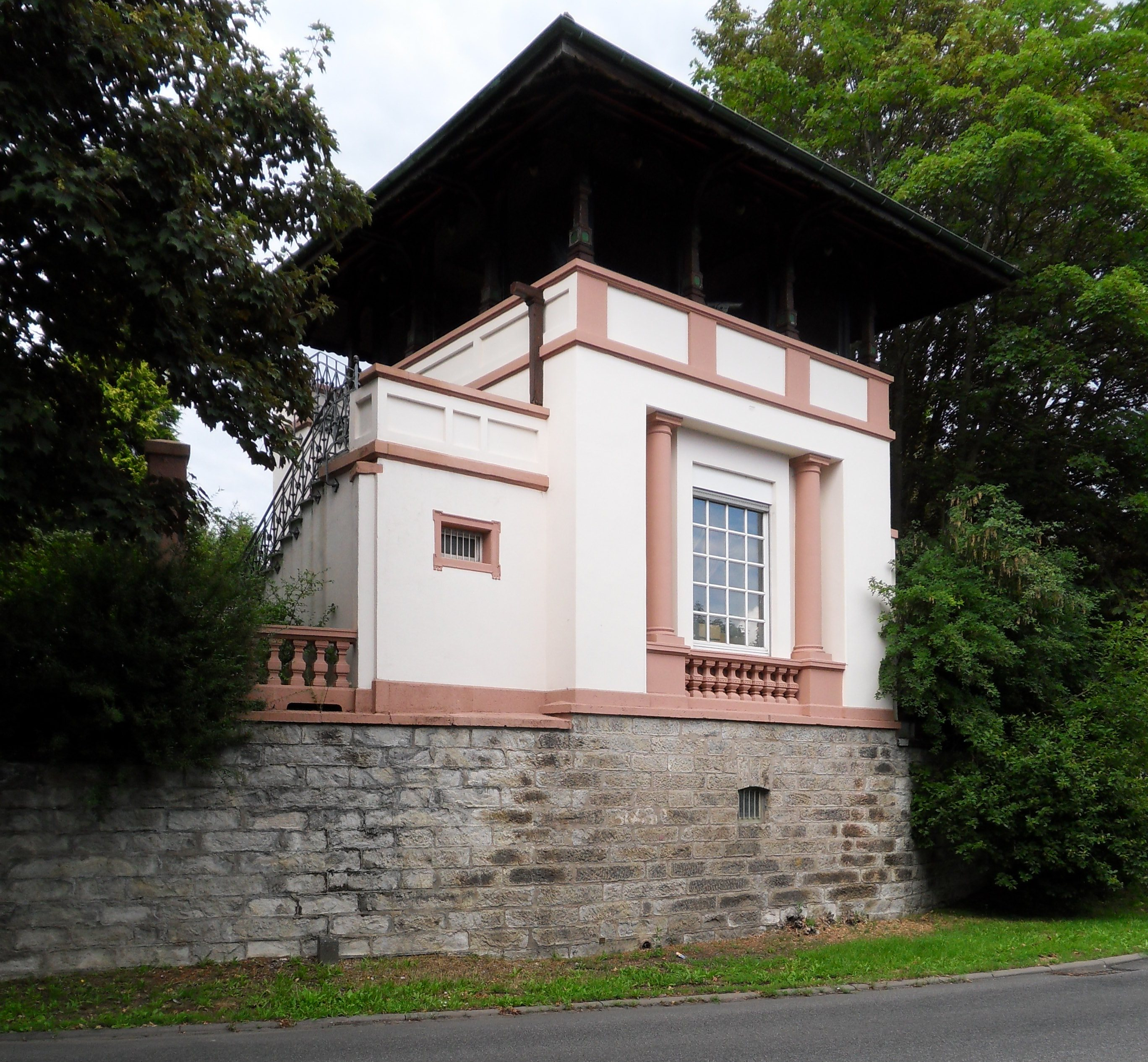
Teehaus
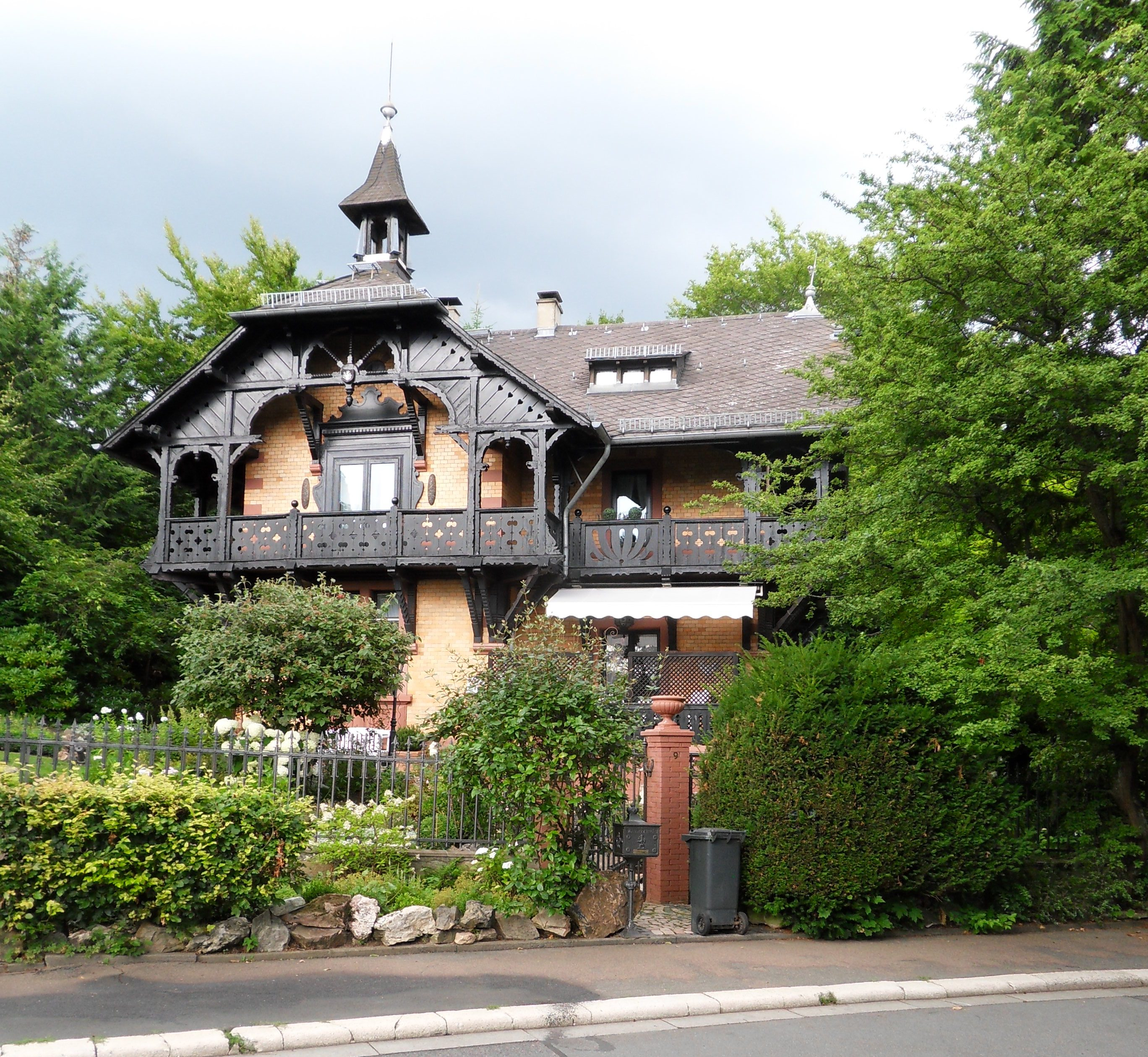
Gästehaus (Schweizer Haus)
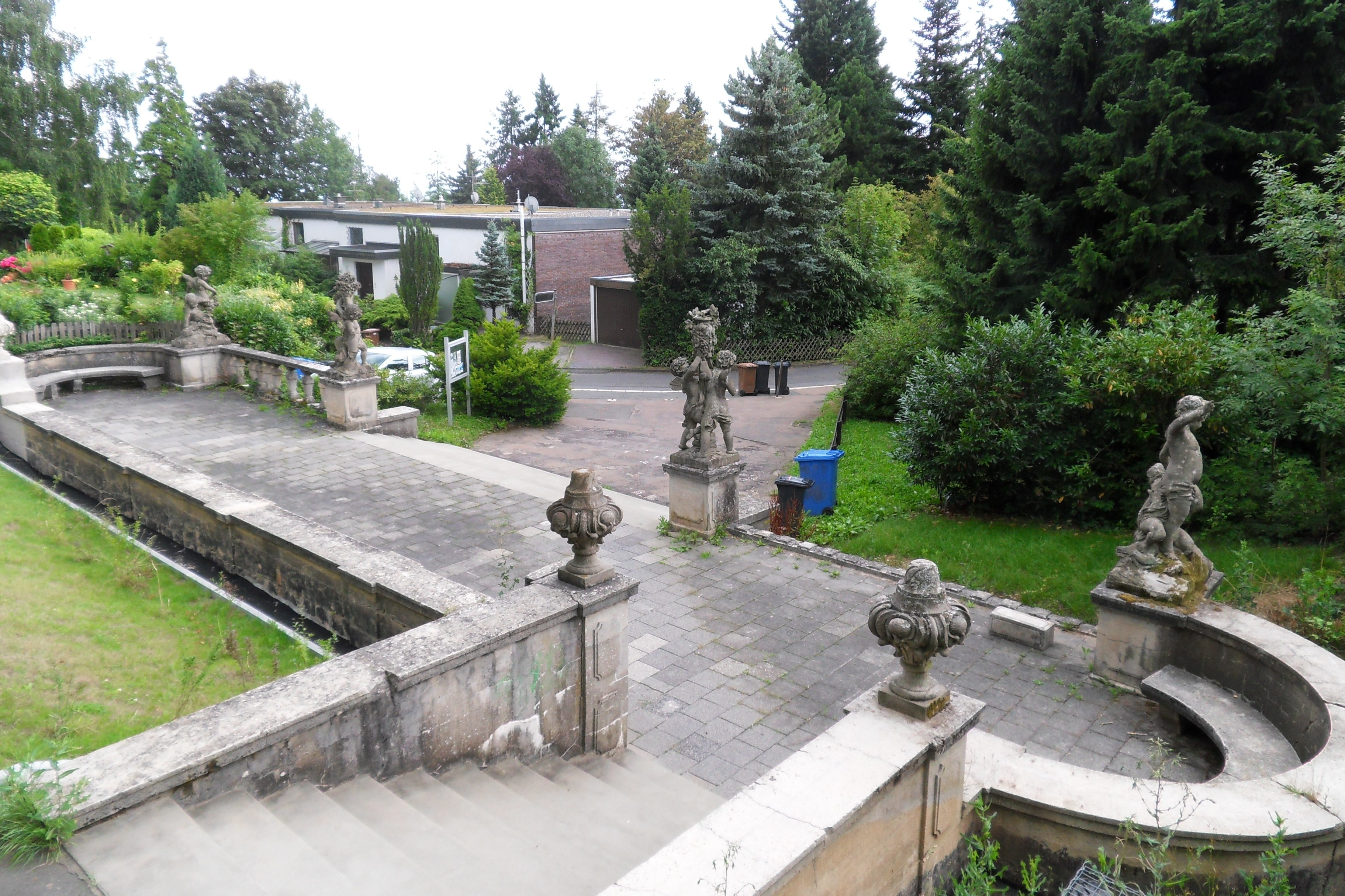
Treppenanlage